# Cécile DeWitt-Morette

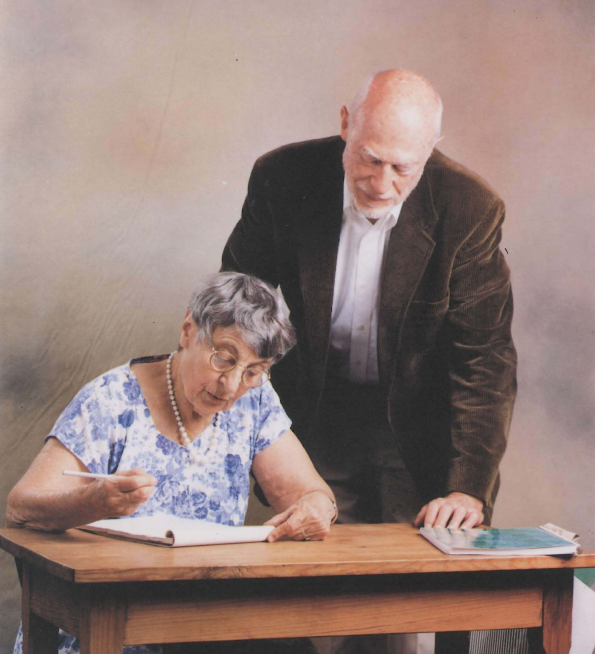
Cécile DeWitt-Morette (links) mit Bryce DeWitt (rechts)

Cécile DeWitt-Morette (* 21. Dezember 1922 in Paris als Cécile Andrée Paulette Morette-Payen; † 8. Mai 2017 in Austin, Texas) war eine französische theoretische und mathematische Physikerin. Sie war die Gründerin der Les-Houches-Kurse in theoretischer Physik.

## Leben und Werk
Cécile Morette-Payen wollte zunächst Chirurgin werden, studierte dann aber Mathematik an der Universität Caen (Lizenziat 1943). Bei der Landung der Alliierten in der Normandie kamen ihre Schwester, Mutter und Großmutter durch alliierte Bombenangriffe in Caen um, während Cécile Morette selbst schon in Paris war, wo sie 1947 an der Universität Paris promoviert wurde („Produktion von Mesonen durch Stoßwellen zwischen Nukleonen“). 1944 bis 1965 war sie Maître de Recherche des CNRS. 1946/47 war sie am Institute for Advanced Study in Dublin bei Erwin Schrödinger, 1947/48 Rask-Oersted-Fellow am Institut für Theoretische Physik in Kopenhagen, 1948 bis 1950 am Institute for Advanced Study in Princeton und 1951/52 Wissenschaftlerin am Tata Institute of Fundamental Research in Bombay. 1952 bis 1955 war sie Forscherin und Lecturer an der University of California, Berkeley. Ab 1956 war sie Visiting Research Professor an der University of North Carolina in Chapel Hill, ebenso wie ihr Ehemann seit 1950, der Physiker Bryce DeWitt. Während ihr Mann bald darauf Professor wurde, wurde sie erst 1967 Lecturer, war aber schon ab 1957 Direktorin des Institute for Natural Sciences der Universität. 1965 bis 1988 war sie auch an der Universität Grenoble (deren Les Houches School sie gründete), zuletzt als außerordentliche Professorin. Ab 1972 war sie Professorin für Astronomie an der University of Texas in Austin. Ab 1983 war sie dort Professorin für Physik.  1973 wurde sie Fellow der American Physical Society. Sie war häufig in Frankreich, z. B. am Institut des Hautes Études Scientifiques (IHES) und den Les-Houches-Sommerschulen, und war unter anderem Gastprofessorin in Rio de Janeiro (Centro de Pesquisa Fisica, 1949), dem Imperial College London, der Universität Bielefeld (1984), der University of Warwick und der Universität Madeira.
Sie war 1951 die Gründerin der bekannten Sommerschule für theoretische Physik der Universität Grenoble in Les Houches in den französischen Alpen (École de Physique des Houches), das ab 1958 Förderung durch die NATO erhielt und deren Direktorin sie bis 1972 war. Sie gründete die Schule, um im Nachkriegs-Frankreich den wissenschaftlichen Anschluss in theoretischer Physik insbesondere zu den Vereinigten Staaten zu bekommen. 1967 bis 1972 organisierte sie auch Konferenzen (Rencontres) des Batelle-Instituts, wie etwa die als Relativity, Groups and Topology mit John Archibald Wheeler erschienene, die in den 1960er Jahren Vorläufer der Verbindung und des Austauschs moderner Mathematik mit theoretischer Physik der verschiedenen Stringtheorie-Konferenzen ab den 1980er Jahren – damals noch im Bereich der Allgemeinen Relativitätstheorie. 1972/73 leitete sie mit ihrem Mann eine texanische Expedition zur Überprüfung des Lichtablenkungs-Tests der Allgemeinen Relativitätstheorie bei einer Sonnenfinsternis in Mauretanien.
DeWitt-Morette beschäftigte sich schon kurz nach deren Einführung durch Richard Feynman 1948 mit Pfadintegralen in der Quantenmechanik und Quantenfeldtheorie (QFT) und ihrer mathematischen Behandlung in Funktionenräumen (Funktionalintegrale) und des Zusammenhangs mit stochastischen Differentialgleichungen. Sie untersuchte ebenfalls schon früh Pfadintegrale in topologisch nicht-trivialen (mehrfach zusammenhängenden) Räumen. Schon 1971 beschrieb sie in zwei Dimensionen mögliche Phänomene von Teilchen mit ungewöhnlichen Statistiken („Anyon“), die als Erklärung des gebrochenzahligen Quanten-Hall-Effekts erst in den 1980er Jahren von Frank Wilczek und anderen diskutiert wurden. Sie untersuchte auch Anwendungen von Darstellungen einer Erweiterung der Spin-Gruppe, der sogenannten Pin-Gruppe, in der Physik.
1977 bis 1980 und 1993 bis 1996 war sie Mitherausgeberin des Journal of Mathematical Physics. 1981 wurde sie Ritter des französischen Ordre national du Mérite und 1991 des Ordre des Palmes Académiques. 1992 erhielt sie den Prix du Rayonnement Français.
DeWitt-Morette gab als Freizeitbeschäftigung Trekking, Judo, Ski-Fahren, Windsurfen, Sticken und Fallschirmspringen an. Sie hatte vier Töchter, darunter die Schriftstellerin Abigail DeWitt, die einige der Erlebnisse ihrer Mutter in ihrem Roman Lili verarbeitete.

## Schriften
- Particules Elementaires. Hermann, Paris 1951
- mit Margaret Dillard-Bleick, Yvonne Choquet-Bruhat: Analysis, Manifolds and Physics. 2 Bände, North Holland 1977, 1989.
- mit A. Maheshwari, Bruce Nelson: Path Integrals in Non-Relativistic Quantum Mechanics. In: Physics Reports. Band 50, 1979, S. 255–372
- mit Pierre Cartier: Functional Integration: Actions and Symmetries. Cambridge Monographs in Mathematical Physics 2006
- Als Herausgeberin der Les Houches Schools u. a. mit Bryce DeWitt: Relativity Groups and Topology. Gordon and Breach 1963; Black Holes. Gordon and Breach 1972